# 29805 Bradleysloop
29805 Bradleysloop è un asteroide della fascia principale. Scoperto nel 1999, presenta un'orbita caratterizzata da un semiasse maggiore pari a 2,3032388 UA e da un'eccentricità di 0,1212369, inclinata di 5,22118° rispetto all'eclittica.